# Sakaida Kakiemon

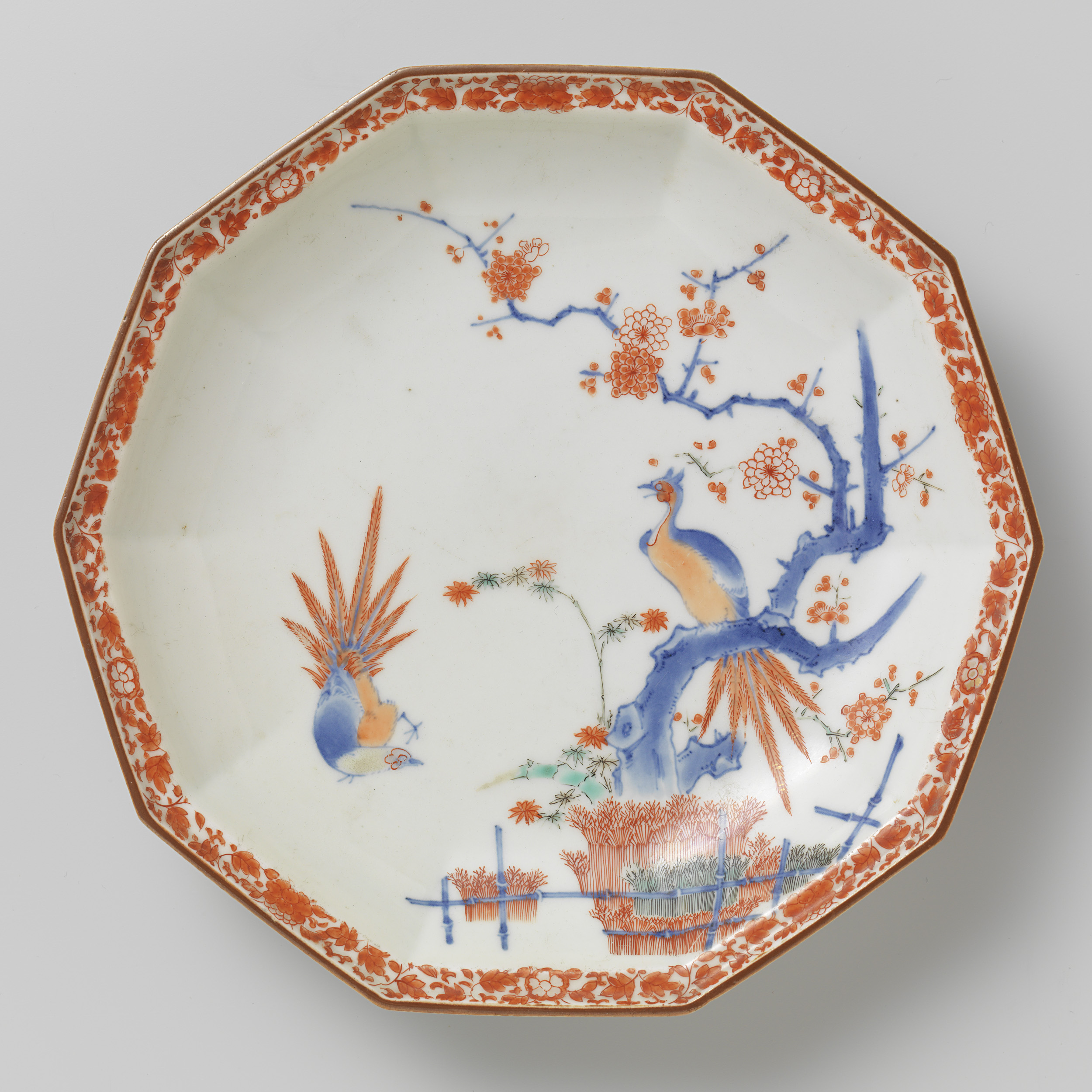
Plato de porcelana Kakiemon, 1680-1700

Sakaida Kakiemon (en japonés: 酒井田柿右衛門) o Sakaida Kizaemon (15 de noviembre de 1596-20 de julio de 1666) fue un alfarero japonés que inventó el estilo conocido después de su muerte como Kakiemon. Trabajó en asociación con Higashijima Tokue y creó la primera porcelana esmaltada de Japón.

## Biografía
Sakaida Kakiemon comenzó su negocio de porcelana tras la caída de la dinastía Ming en China y la posterior interrupción de las exportaciones de porcelana china tradicional a Europa. Se cree que aprendió la técnica de porcelana esmaltada de un artesano chino en Nagasaki en 1643. Fue el primero en Japón en practicar el esmaltado sobre vidriado (aplicar esmalte sobre el vidriado), una técnica desarrollada en China durante la era Kangxi de la dinastía Qing. También perfeccionó el método para producir un esmalte blanco translúcido, conocido como nigoshide. En el dialecto Arita, nigoshi describe el agua utilizada para lavar el arroz, refiriéndose así al blanco translúcido del nigoshide. En comparación con otros artículos de Arita, que tienden a tener un tinte azulado, el nigoshide prácticamente no tiene un tono azulado.

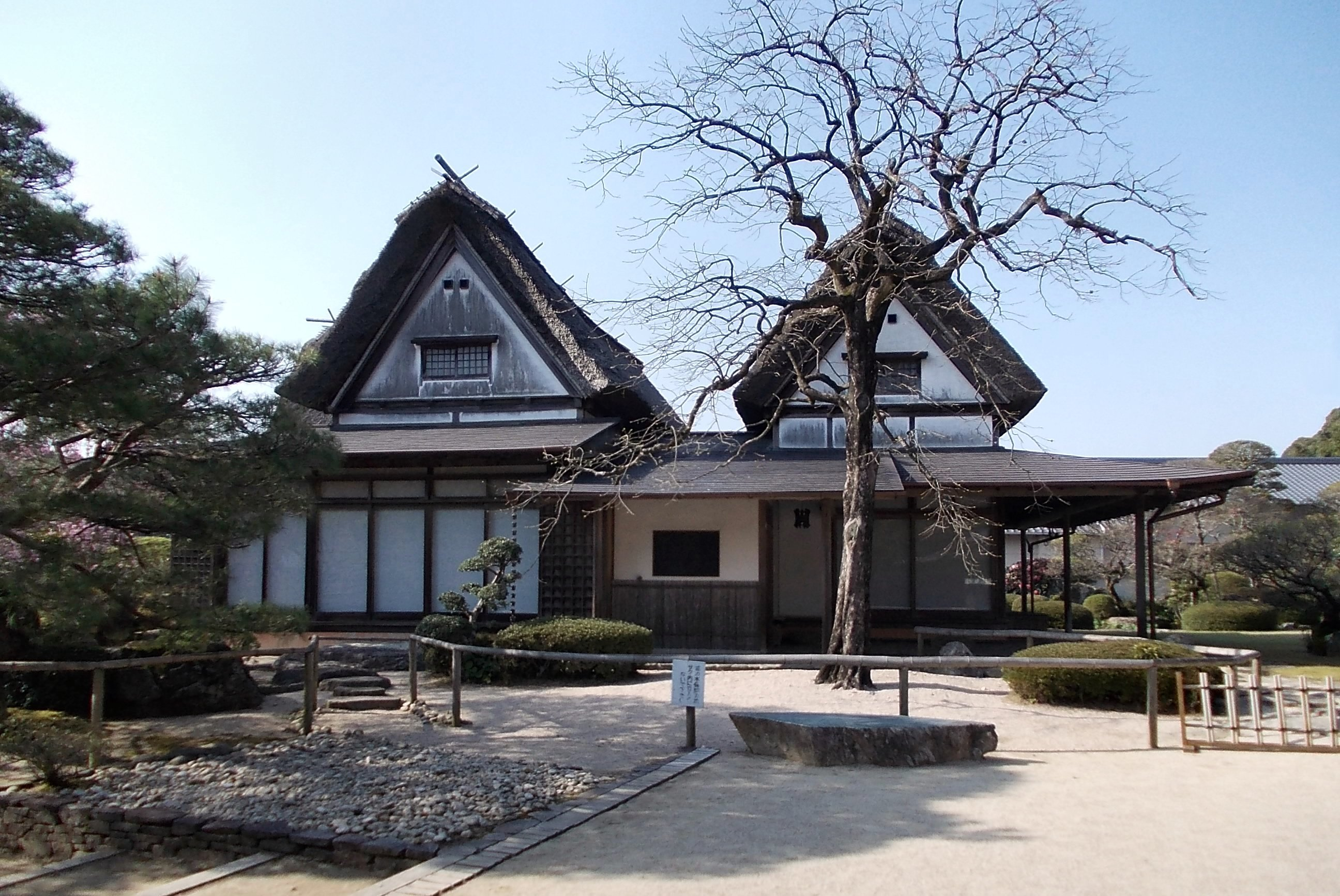
Sitio de Kakiemon kiln en Arita

Las primeras piezas se produjeron en 1643, con pigmentos chinos. También se les llama ko-Imari, ya que fueron enviados a Europa a través del puerto de Imari. Los holandeses exportaron ampliamente la cerámica Kakiemon a Europa, hasta que se restableció la industria china con la estabilización de la dinastía Qing, y los holandeses trasladaron sus pedidos a China, que comenzó a fabricar imitaciones de la cerámica japonesa, conocida como «Chinese Imari».
El trabajo de Sakaida Kakiemon fue la probable inspiración para las porcelanas de Chantilly y Meissen. Las colecciones europeas más importantes se encuentran en Hampton Court en Londres y en el Zwinger en Dresde.

## Sucesores
Las producciones de Kakiemon casi desaparecieron a finales del siglo XVIII, pero fueron revividas en el siglo XX por sus descendientes. Un factor que contribuyó fue el porcentaje extremadamente bajo de lograr resultados perfectos con nigoshide. Esto se debió al riesgo de agrietamiento debido a las diferentes tasas de contracción de sus elementos compuestos, a saber, piedra de porcelana en polvo de la montaña Izumiyama, arcilla de Shirakawayama y piedra de Iwayagawachi.
El heredero principal de la familia siempre utilizó el nombre de Kakiemon. Sakaida Kakiemon XIV (1934-2013) se convirtió en un Tesoro Nacional Viviente. El actual jefe de la dinastía, Sakaida Kakiemon XV, es su hijo y trabaja en el horno familiar en Arita en la Prefectura de Saga.